# Gran Premio de Sharm el-Sheikh
El Gran Premio de Sharm el-Sheikh (oficialmente: Grand Prix de Sharm el-Sheikh) es una carrera ciclista de un día que se disputa en la ciudad de Sharm el-Sheij (Egipto) y sus alrededores, en el mes de febrero. 
Se comenzó a disputar en 2007 formando parte del UCI Africa Tour, dentro de la categoría 1.2 (última categoría del profesionalismo). Siendo su última edición en 2009.

## Palmarés
| Año  | Ganador          | Segundo            | Tercero            |
| ---- | ---------------- | ------------------ | ------------------ |
| 2007 | Jan Sipeky       | Ahmed Mohammed Ali | Fadi Khan Shikhoni |
| 2008 | Amr Mahmoud      | Goran Smelcerovic  | Ahmed Rashad       |
| 2009 | Ivaïlo Gabrovski | Khan Shaikhouni    | Gebrehiwet Merhawi |

## Palmarés por países
| País            | Victorias |
| --------------- | --------- |
| República Checa | 1         |
| Egipto          | 1         |
| Bulgaria        | 1         |